# Краббе, Карл Карлович

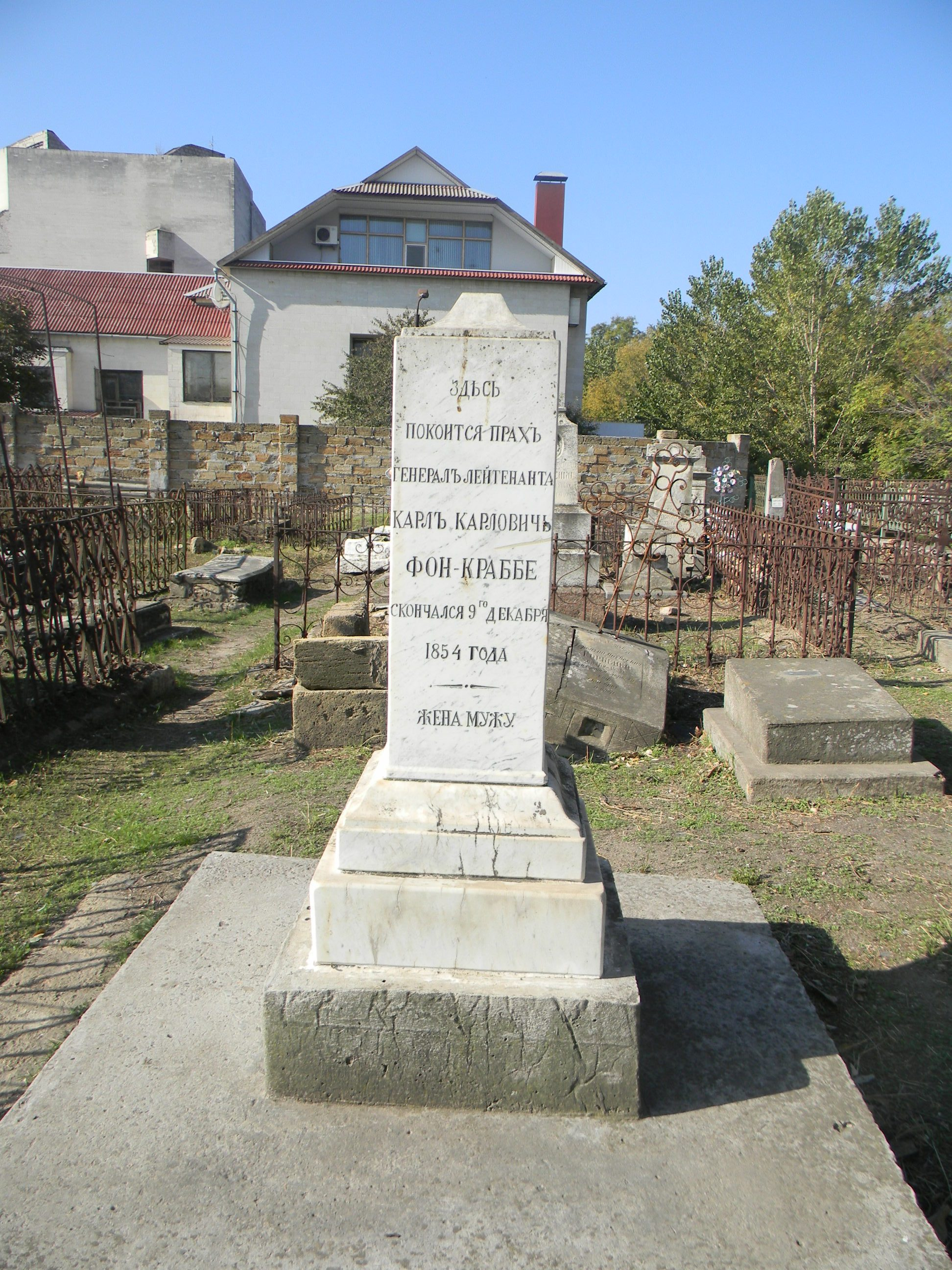
Могила К. К. фон Краббе на Всехсвятском кладбище Херсона

Карл Карлович фон Краббе (1781—1854) — российский военачальник, генерал-лейтенант, комендант Херсона.

## Биография
Родился в 1781 году.
На военной службе офицером с 5 июля 1798 года. Был участником итальянского (против французских войск в северной Италии в апреле-августе 1799 года) и швейцарского (переход выступивших из Северной Италии русских и австрийских войск через Альпы в направлении Австрии с 10 по 27 сентября 1799 года) походов А. В. Суворова. Примечателен факт, что под началом этого полководца Краббе за один год поднялся по служебной лестнице от прапорщика до капитана, что по тем временам не так уж легко было сделать.
Полковник с 4 мая 1811 года. С 22 февраля по 20 мая 1811 года — командир 12-го егерского полка. С 14 февраля 1812 по 22 июня 1815 — шеф 46-го егерского полка. С 22 июня 1815 по 29 июня 1818 — командир 46-го егерского полка (12 февраля 1816 года полк был переименован в 17-й егерский). 29 июня 1818 года произведён в генерал-майоры с назначением командиром 3-й бригады 20-й пехотной дивизии (с 1820 по 1821 год). С 13 апреля 1823 по 18 июня 1830 был командиром 1-й бригады 21-й пехотной дивизии.
Генерал-лейтенант с 6 декабря 1835 года.
На 1840 год состоял при Отдельном Кавказском корпусе. С 1847 года — комендант Херсона. Состоял на военной службе до конца жизни.
Умер 9 декабря 1854 года, из списков исключён 11 января 1855 года. Похоронен на Всехсвятском кладбище в Херсоне.

## Семья
Жена: Софья Фёдоровна Краббе, урожденная Колачевская (? — ?).
Дети: 
- Николай Карлович (1814—1876), государственный деятель адмирал Морской министр России (1860—1874), в его честь назван полуостров в Приморье. Жена Эмилия Даниловна Месс (1819—1892), в их браке детей нет;
- Александра Карловна (? — ?), в замужестве за декабристом Павлом Михайловичем Леманом;
- Елизавета Карловна (? — ?), в замужестве за декабристом же Семеном Николаевичем Лашкевичем
- Софья Карловна (? — 1843), в замужестве за военным инженером Петром Карловичем Усларом.

## Награды
- Орден Св. Анны 3-й (4-й) ст. (30 октября 1799)
- Орден Св. Владимира 4-й ст. с бантом (18 марта 1808)
- Золотая шпага с надписью «За храбрость» (4 октября 1809)[8]
- Орден Св. Анны 2-й ст. (27 января 1811)
- Орден Св. Владимира 3-й ст. (31 июля 1813)
- Орден Св. Георгия 4-й ст. (12 декабря 1824, № 3795 по кавалерскому списку Григоровича — Степанова) — за 25 лет беспорочной службы.
- Орден Св. Анны 1-й ст. (12 февраля 1828, императорская корона к ордену 19 апреля 1835)
- Персидский орден Льва и Солнца 1-й ст. с алмазами (1835)